# Lliga catalana de bàsquet femenina 1985-1986
La Lliga catalana de bàsquet femenina 1985-1986 fou la cinquena edició de la Lliga catalana. La competició se celebrà del 29 de setembre a l'1 de novembre de 1985 i fou organitzada per la Federació Catalana de Basquetbol. Hi participaren quatre equips, Sabor d'Abans Tortosa, Natural Cusí, Caixa Girona i Hospitalet-ATO, que disputaren una primera fase en format de lligueta a doble partit. Es classificaren per disputar la final el Sabor d'Abans Tortosa i el Caixa Girona que es disputà l'1 de novembre al Pavelló Poliesportiu de Sant Feliu de Llobregat. Es proclamà campió el club tortosí per 65 a 59, aconseguint el seu primer títol.

## Primera fase

### Taula de resultats
| Casa \ Fora           | GIR   | HOS   | NAT   | TOR   |
| --------------------- | ----- | ----- | ----- | ----- |
| Caixa Girona          | —     | 76–59 | 70–60 | 60–64 |
| Hospitalet-ATO        | 40–41 | —     | 66–60 | 75–78 |
| Natural Cusí          | 67–62 | 53–84 | —     | 75–77 |
| Sabor d'Abans Tortosa | 65–59 | 61–64 | 73–65 | —     |

### Competició

#### Primera jornada
El Sabor d'Abans Tortosa i l'Hospitalet-ATO disputaren el primer partit corresponent a la primera jornada, que acaba amb victòria a domicili de l'equip riberenc per 61 a 64. El Natural Cusí Masnou s'imposà al Caixa Girona per 67 a 62 a la primera jornada. Destacà els 35 punts anotats per la jugadora americana Lanney.
| 29 de setembre de 1985 | Sabor d'Abans Tortosa            | 61–64                            | Hospitalet-ATO                   | Tortosa                      |  |
| 12:00                  | Puntuació per part: 35-34, 26-30 | Puntuació per part: 35-34, 26-30 | Puntuació per part: 35-34, 26-30 |                              |  |
|                        | Pts: Conner 14                   | Informe                          | Pts: Jiménez 12                  | Àrbitres: Amorós i Vilamajor |  |

| 29 de setembre de 1985 | Natural Cusí                     | 67–62                            | Caixa Girona                     | El Masnou               |  |
| 12:30                  | Puntuació per part: 28-36, 39-26 | Puntuació per part: 28-36, 39-26 | Puntuació per part: 28-36, 39-26 |                         |  |
|                        | Pts: Laney 35                    | Informe                          | Pts: Rodman 24                   | Àrbitres: Mas i Galerón |  |

#### Segona jornada
El Sabor d'Abans Tortosa guanyà a la pròrroga al Natural Cusí amb un resultat ajustat de 75 a 77. Destacà l'anotació de la jugadora americana Lanney amb 32 punts. En l'altre partit, el Caixa Girona s'imposà a l'Hospitalet-ATO per 76 a 59.
| 2 d'octubre de 1985 | Natural Cusí                     | 75–77                            | Sabor d'Abans Tortosa            | El Masnou                   |  |
| 21:00               | Puntuació per part: 30-37, 38-31 | Puntuació per part: 30-37, 38-31 | Puntuació per part: 30-37, 38-31 |                             |  |
|                     | Pts: Lanney 32                   | Informe                          | Pts: Junyer 21                   | Àrbitres: Pizarro i Camacho |  |

| 2 d'octubre de 1985 | Caixa Girona                     | 76–59                            | Hospitalet-ATO                   | Figueres                     |  |
| 20:30               | Puntuació per part: 34-30, 42-29 | Puntuació per part: 34-30, 42-29 | Puntuació per part: 34-30, 42-29 |                              |  |
|                     | Pts: Cross 25                    | Informe                          | Pts: Gant 12                     | Àrbitres: Mitjana i Fàbregas |  |

#### Tercera jornada
El Sabor d'Abans Tortosa s'imposà al Caixa de Girona per 65 a 59 en el partit corresponent a la tercera jornada. L'Hospitalet-ATO guanyà al Natural Cusí per 66 a 60 en el partit corresponent a la tercera jornada. Destacà les anotacions de les jugadores americanes Gant amb 37 punts i Laney amb 33.
| 6 d'octubre de 1985 | Sabor d'Abans Tortosa            | 65–59                            | Caixa Girona                     | Tortosa                    |  |
| 12:00               | Puntuació per part: 40-17, 25-42 | Puntuació per part: 40-17, 25-42 | Puntuació per part: 40-17, 25-42 |                            |  |
|                     | Pts: Llop 15                     | Informe                          | Pts: Rodman 18                   | Àrbitres: Ferreira i Aznar |  |

| 7 d'octubre de 1985 | Hospitalet-ATO                   | 66–60                            | Natural Cusí                     | Hospitalet de Llobregat            |  |
| 20:30               | Puntuació per part: 34-32, 32-28 | Puntuació per part: 34-32, 32-28 | Puntuació per part: 34-32, 32-28 |                                    |  |
|                     | Pts: Gant 37                     | Informe                          | Pts: Laney 33                    | Àrbitres: Sanchís i Martín Bertrán |  |

#### Quarta jornada
El Sabor d'Abans Tortosa guanyà a domicili a l'Hospitalet-ATO a la pròrroga per 78 a 75. Destacà la base catalana Anna Junyer amb 24 punts, màxima anotadora del partit. En l'altre partit de la jornada, el Caixa de Girona s'imposà al Natual Cusí per 70 a 60.
| 9 d'octubre de 1985 | Hospitalet-ATO                   | 75–78                            | Sabor d'Abans Tortosa            | Hospitalet de Llobregat  |  |
| 20:30               | Puntuació per part: 31-36, 38-33 | Puntuació per part: 31-36, 38-33 | Puntuació per part: 31-36, 38-33 |                          |  |
|                     | Pts: Gant 16                     | Informe                          | Pts: Junyer 24                   | Àrbitres: Marcé i Català |  |

| 9 d'octubre de 1985 | Caixa Girona                     | 70–60                            | Natural Cusí                     | Figueres                    |  |
| 20:30               | Puntuació per part: 32-30, 38-30 | Puntuació per part: 32-30, 38-30 | Puntuació per part: 32-30, 38-30 |                             |  |
|                     | Pts: Rosman 24                   | Informe]                         | Pts: Lanney 24                   | Àrbitres: Pizarro i Gallego |  |

#### Quinta jornada
El Sabor d'Abans Tortosa aconseguí la seva quarta victòria guanyant al Natural Cusí a la pròrroga per 73 a 65. Destacà els 33 punts de la jugadora americana Laney. Per la seva banda, el Caixa Girona vencé a domicili a l'Hospitalet-ATO per un resultat ajustat de 41 a 40 i es classificà matemàticament per disputar la final.
| 16 d'octubre de 1985 | Sabor d'Abans Tortosa            | 73–65                            | Natural Cusí                     | Tortosa                     |  |
| 20:30                | Puntuació per part: 29-30, 44-35 | Puntuació per part: 29-30, 44-35 | Puntuació per part: 29-30, 44-35 |                             |  |
|                      | Pts: Konner 15                   | Informe                          | Pts: Lanney 33                   | Àrbitres: Pizarro i Del Amo |  |

| 16 d'octubre de 1985 | Hospitalet-ATO                   | 40–41                            | Caixa Girona                     | Hospitalet de Llobregat       |  |
| 20:30                | Puntuació per part: 21-20, 19-21 | Puntuació per part: 21-20, 19-21 | Puntuació per part: 21-20, 19-21 |                               |  |
|                      | Pts: Jiménez 9                   | Informe                          | Pts: Reixach 12                  | Àrbitres: Alzuria i Fernández |  |

#### Sexta jornada
A l'última jornada, el Sabor d'Abans Tortosa guanyà el seu cinquè partit guanyant a domicili al Caixa Girona per 64 a 60, mentre que L'Hospitalet-ATO aconseguí la seva tercera victòria a la competició guanyant al Natural Cusí per 84 a 53.
| 23 d'octubre de 1985 | Caixa Girona                     | 60–64                            | Sabor d'Abans Tortosa            | Figueres                     |  |
| 20:30                | Puntuació per part: 27-38, 33-26 | Puntuació per part: 27-38, 33-26 | Puntuació per part: 27-38, 33-26 |                              |  |
|                      | Pts: Cros 18                     | Informe                          | Pts: Zapata 14                   | Àrbitres: Sanchis i Angelats |  |

| 23 d'octubre de 1985 | Natural Cusí                     | 53–84                            | Hospitalet-ATO                   | El Masnou                    |  |
| 21:00                | Puntuació per part: 21-38, 32-46 | Puntuació per part: 21-38, 32-46 | Puntuació per part: 21-38, 32-46 |                              |  |
|                      | Pts: Laney 10                    | Informe                          | Pts: Jiménez 16                  | Àrbitres: Galerón i Campillo |  |

### Classificació
Després de la finalització de la fase de lligueta, es classificaren per disputar la final el Sabor d'Abans Tortosa amb cinc victòries i el Caixa Girona amb tres. L'Hospitalet-ATO, tot i estar empatat a victòries amb el club figuerenc, perdé els dos duels directes a la competició.
| Pos | Equip                 | PJ | PG | PE | PP | PF  | PC  | DP  | Pts |
| --- | --------------------- | -- | -- | -- | -- | --- | --- | --- | --- |
| 1   | Sabor d'Abans Tortosa | 6  | 5  | 0  | 1  | 418 | 398 | +20 | 11  |
| 2   | Caixa Girona          | 6  | 3  | 0  | 3  | 368 | 355 | +13 | 9   |
| 3   | Hospitalet-ATO        | 6  | 3  | 0  | 3  | 388 | 369 | +19 | 9   |
| 4   | Natural Cusí          | 6  | 1  | 0  | 5  | 380 | 432 | −52 | 7   |

## Final
La final de la Lliga catalana la disputaren el Sabor d'Abans Tortosa i el Caixa Girona, guanyant l'equip tortosí per 65 a 59. Se celebrà l'1 de novembre de 1985 al Pavelló Poliesportiu de Sant Feliu de Llobregat i fou retransmès en directe per TV3. L'esdeveniment fou presidit del Secretari General de l'Esport de la Generalitat de Catalunya, Josep Lluís Vilaseca. A nivell individual, la màxima anotadora del partit fou l'escorta figuerenca Roser Llop amb 20 punts.
| 1 de novembre 12:30 CET Informe | Sabor d'Abans Tortosa              | 65–59 | Caixa Girona                 | Pavelló Poliesportiu de Sant Feliu de Llobregat Àrbitres: Mitjana i Fernández |
| 1 de novembre 12:30 CET Informe | Resultat per meitats: 38-32, 77-59 |       |                              | Pavelló Poliesportiu de Sant Feliu de Llobregat Àrbitres: Mitjana i Fernández |
| 1 de novembre 12:30 CET Informe | Pts: Llop 20 Rebs: Conner 7        |       | Pts: McGee 18 Rebs: McGee 17 | Pavelló Poliesportiu de Sant Feliu de Llobregat Àrbitres: Mitjana i Fernández |

| Sabor d'Abans-Tortosa | Caixa Girona |

| #            | Jugadora       | Pts | Rbs. | Rec. |
| ------------ | -------------- | --- | ---- | ---- |
| 5            | Ligia Barragán | 2   | 0    | 1    |
| 6            | Rosa Castillo  | 12  | 5    | 1    |
| 7            | Concha Zapata  | 10  | 6    | 4    |
| 8            | Pilar Bilbao   | 0   | 0    | 1    |
| 10           | Anna Junyer    | 19  | 3    | 3    |
| 11           | Eva Morralla   | 0   | 1    | 0    |
| 12           | Roser Llop     | 20  | 1    | 2    |
| 13           | Carmen Fraile  | 2   | 3    | 0    |
| 14           | Eugenne Conner | 10  | 7    | 4    |
| 15           | Teresa Obis    | 2   | 3    | 3    |
| Equip        | Equip          | 77  | 29   | 19   |
| Entrenador   |                |     |      |      |
| Xavier Tubau |                |     |      |      |

| Campió de la Lliga Catalana 1985-1986 |
| ------------------------------------- |
| Sabor d'Abans-Tortosa Primer títol    |

| #          | Jugadora           | Pts | Rbs. | Rec. |
| ---------- | ------------------ | --- | ---- | ---- |
|            | Paula McGee        | 18  | 17   | 4    |
| 4          | Ana Maria Aparicio | 0   | 2    | 0    |
| 7          | Ana Maria Mayolas  | 15  | 0    | 0    |
| 10         | Glòria Cross       | 9   | 1    | 0    |
| 11         | Soledad Vargas     | 3   | 0    | 2    |
| 12         | Cristina Reixach   | 9   | 2    | 2    |
| 14         | Elisenda Esteve    | 0   | 0    | 2    |
| 15         | Elisenda Brugada   | 5   | 5    | 2    |
| Equip      | Equip              | 59  | 27   | 12   |
| Entrenador |                    |     |      |      |
| Rafa Mora  |                    |     |      |      |